# Parotocinclus longirostris
Parotocinclus longirostris är en fiskart som beskrevs av Garavello, 1988. Parotocinclus longirostris ingår i släktet Parotocinclus och familjen Loricariidae. IUCN kategoriserar arten globalt som livskraftig. Inga underarter finns listade i Catalogue of Life.